# Tangenziale Sud di Mantova
La Tangenziale Sud di Mantova è situata nella prima periferia meridionale della città e collega la località di Curtatone con la località di Cerese, nel comune di Borgo Virgilio.
La sua lunghezza è di circa 7 km e consta di 4 uscite. Viene classificata come strada extraurbana principale e si presenta con due corsie per senso di marcia separate da spartitraffico.

## Percorso
La tangenziale inizia a ovest presso la località di Curtatone, a pochi metri dall'area commerciale, e corre lungo il perimetro meridionale dei quartieri di Angeli, Dosso del Corso e Borgochiesanuova e il perimetro settentrionale delle località di Eremo, San Silvestro, Levata e Cerese, dove termina con un'ampia rotonda a due corsie.
Il progetto futuro della tangenziale prevede il proseguimento del tracciato fino al casello di Mantova Sud, riallacciandosi con la tangenziale Nord e chiudendo di fatto l'anello intorno alla città.
| TANGENZIALE SUD DI MANTOVA | |               |
| Tipologia                  | Uscita | Uscita Numero |
|                            | |               |
|                            | Curtatone Padana Inferiore Mantova centro - Q.re Castelnuovo Angeli - Q.re Belfiore - Curtatone - Grazie Santuario delle Grazie - Stazione FS Mantova                                            |               |
|                            | Dosso del Corso ex Sabbionetana Mantova centro - Q.re Dosso del Corso - Eremo - San Silvestro - Montanara Caserma San Martino - ATS Valpadana - Zona Artigianale                                 |               |
|                            | Mantova - Ospedale - Levata SP 29 Circonvallazione Sud Mantova centro - Q.re Borgochiesanuova - Q.re Pompilio - Levata Ospedale "Carlo Poma" - Stazione FS Borgochiesanuova - Stazione FS Levata |               |
|                            | Cerese ex Romana - ex della Cisa Q.re Te Brunetti - Cerese Stadio "Danilo Martelli" - Palazzo Te Brennero-Modena                                                                                 |               |
|                            | |               |